# Satya Narayan Sinha
Satya Narayan Sinha (Hindi: सत्य नारायण सिन्हा; * 9. Juli 1900 in Shambhupatti, Division Darbhanga, Präsidentschaft Bengalen, Britisch-Indien; † 26. Juli 1983 in Samastipur, Division Darbhanga, Bihar) war ein indischer Politiker des Indischen Nationalkongresses (INC), der unter anderem Minister in verschiedenen Unionsregierungen sowie von 1971 bis 1977 Gouverneur von Madhya Pradesh war.

## Leben

### Beginn der politischen Laufbahn, Lok-Sabha-Mitglied und Juniorminister
Satya Narayan Sinha, Sohn von Beni Prasad Sinha, absolvierte nach dem Besuch der Muzaffarpur Zila School ein Studium der Rechtswissenschaften an der Fatna University und war danach als Landwirt sowie Zamindar tätig. Er schloss sich 1920 Mahatma Gandhis gewaltlosen Einsatz für Indiens Unabhängigkeit an. 1926 wurde er zum Mitglied des Legislativrates von Bihar gewählt und war 32 Jahre lang Mitglied des All India Congress Committee (AICC), des Präsidiums des INC. Zugleich war er von 1930 bis 1947 Präsident des  Indischen Nationalkongresses (INC) in der Division Darbhanga und wurde 1934 zum Mitglied der Zentralen Legislativversammlung der Provinz Bihar gewählt. In dieser wurde er 1937 erst Parlamentarischer Geschäftsführer (Whip) sowie 1939 Parlamentarischer Hauptgeschäftsführer (Chief Whip) des INC. Er war zugleich zwischen 1942 und 1947 Generalsekretär des INC der Provinz Bihar und wurde 1945 wieder zum Mitglied der Zentralen Legislativversammlung der Provinz Bihar gewählt, in der er 1946 auch wieder Parlamentarischer Hauptgeschäftsführer (Chief Whip) des INC wurde.
Nach der Unabhängigkeit Indiens vom Vereinigten Königreich am 15. August 1947 wurde Sinha 1948 zunächst Sekretär des Mehrheitsführers in der Verfassungsgebenden Versammlung (Leader of the House). Im ersten Kabinett von Premierminister Jawaharlal Nehru fungierte er zwischen 1948 und dem 15. April 1952 als Staatsminister für parlamentarische Angelegenheiten. Bei der ersten Wahl vom 25. Oktober 1951 bis 21. Februar 1952 für den Indischen Nationalkongress (INC) erstmals zum Mitglied der Lok Sabha, des Unterhauses des indischen Parlaments (Bhāratīya saṃsa) gewählt wurde. Dieser gehörte er nach seiner Wiederwahl bei der Wahl zwischen dem 24. Februar und dem 15. März 1957, der Wahl vom 19. bis 25. Februar 1962 sowie der Wahl vom 15. bis 21. Februar 1967 bis zur Wahl vom 1. bis 10. März 1971 an und vertrat zuletzt den im Bundesstaat Bihar liegenden Wahlkreis Darbhanga.

### Kabinettsminister und Gouverneur von Madhya Pradesh
Im zweiten Kabinett Nehru fungierte Satya Narayan Sinha vom 13. Mai 1952 bis 5. April 1957 als Minister für parlamentarische Angelegenheiten und im darauf folgenden dritten Kabinett Nehru zwischen dem 17. April 1957 und dem 2. April 1962 wieder als Staatsminister für parlamentarische Angelegenheiten. Am 2. April 1962 wurde er im vierten Kabinett Nehru abermals Minister für parlamentarische Angelegenheiten und hatte dieses Amt bis zum 9. Juni 1964 inne. Als solcher wurde er im Mai 1962 offiziell Kabinettsminister. Darüber hinaus löste er im September 1963 Bezawada Gopala Reddy als Minister für Information und Rundfunk ab und bekleidete auch diesen Posten bis zum 9. Juni 1964. Im Anschluss war er im Kabinett von Premierminister Lal Bahadur Shastri zwischen dem 9. Juni 1964 und dem 24. Januar 1966 abermals Minister für parlamentarische Angelegenheiten sowie in Personalunion vom 9. bis zum 15. Juni 1964 zunächst Minister für Zivilluftfahrt sowie danach zwischen dem 15. Juni 1964 und dem 24. Januar 1966 Kommunikationsminister.
Im ersten Kabinett von Premierminister Indira Gandhi übernahm Sinha am 24. Januar 1966 wieder die Posten als Minister für parlamentarische Angelegenheiten sowie in Personalunion als Kommunikationsminister und wurde in beiden Funktionen am 13. März 1967 von Ram Subhag Singh abgelöst. Danach fungierte er zwischen dem 13. März und dem 5. September 1967 als Minister ohne Geschäftsbereich. Im Rahmen einer Kabinettsumbildung wurde er am 5. September 1967 Minister für Gesundheit und Familienplanung und übte dieses Amt bis zum 14. Februar 1969 aus, woraufhin Kodardas Kalidas Shah seine Nachfolge antrat. Im Zuge dieser weiteren Kabinettsumbildung löste er Ram Subhag Singh am 14. Februar 1969 als Kommunikationsminister ab und verblieb in dieser Funktion nunmehr bis zum 22. Januar 1971. Zugleich wurde er wiederum als Nachfolger von Kodardas Kalidas Shah am 14. Februar 1969 Minister für Information und Rundfunk und hatte diesen Posten bis zum 22. Februar 1971 inne.
Nach seinem Ausscheiden aus der Unionsregierung übernahm Satya Narayan Sinha am 8. März 1971 als Nachfolger von K. Chengalaraya Reddy das Amt als Gouverneur von Madhya Pradesh und bekleidete dieses bis zum 13. Oktober 1977, woraufhin Niranjan Nath Wanchoo seine Nachfolge antrat.
Aus seiner 1918 geschlossenen Ehe gingen ein Sohn und drei Töchter hervor.